# Federal Shipbuilding and Drydock Company

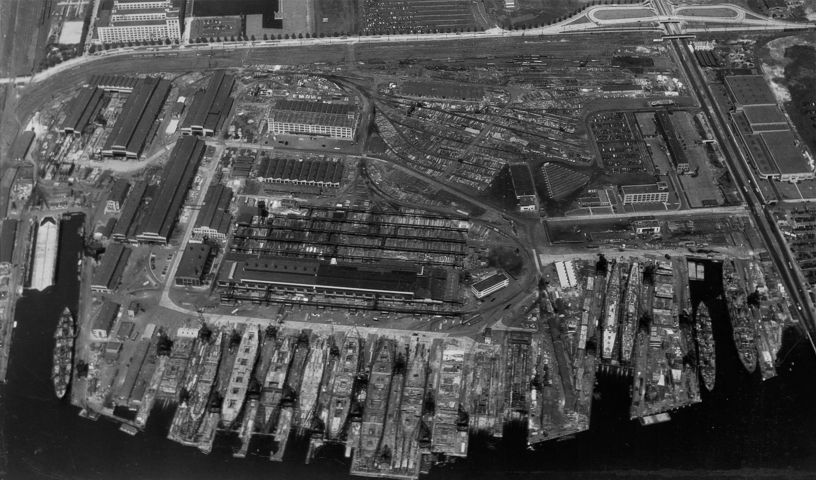
Werft 1945

Die Federal Shipbuilding and Drydock Company war eine Werft in den Vereinigten Staaten. Sie gehörte zum Konzern US Steel und befand sich in Kearny, New Jersey, kurz vor der Einmündung des Hackensack River in die Newark Bay.
Die Werft wurde 1917 gegründet, als US Steel hochseetaugliche Schiffe für den Transport der Stahlerzeugnisse benötigte. Während der letzten Monate des Ersten Weltkriegs wurden noch einige Kriegsschiffe für die United States Navy gebaut, anschließend konzentrierte die Werft sich hauptsächlich auf die Konstruktion von Frachtschiffen. Die Werft entwickelte sich zu einem großen Arbeitgeber in der Region. 1940 waren 6000 Arbeiter dort beschäftigt.
1930 begann die Werft wieder mit dem Bau von Kriegsschiffen für die US-Marine. Bis zur Schließung der Werft 1949 wurden 79 Zerstörer, 3 Kreuzer und etliche Fracht- und Tankschiffe fertiggestellt.
Auf dem ehemaligen Werftgelände entstand ein Industriegebiet, an den Schiffbau erinnern heute noch mehrere Dockbecken sowie ein Kran.

## Gebaute Schiffe (Auswahl)
- Liberty
- Atlanta
- Juneau
- Flusser
- Somers
- Anderson
- Hammann
- Kearny
- Fletcher
- Radford
- Jenkins
- La Vallette
- Saufley
- Waller
- Ringgold
- Gatling
- Cooper
- Charles S. Sperry
- General William Mitchell
- Sangamon